# François-Léonard Seheult
François-Léonard Seheult,  né le 22 juin 1768 à Nantes (Loire-Atlantique) et mort le 1er mars 1840 à Nantes, est un architecte français néo-classique, précurseur du style rustique italien en France.
Il est l'oncle de l'architecte Saint-Félix Seheult.

## Biographie
Son nom se prononce « suette ». L'orthographe « Seheult » ne s'est établie qu'en 1830. Auparavant, on trouve aussi les orthographes « Suet », « Schuelt » ou « Scheult ».
François-Léonard Seheult est issu d'une famille d'artistes. Il étudie l'architecture aux côtés de son père, Robert II Seheult, architecte à Nantes, qui a notamment aidé Jean-Joseph-Louis Graslin à établir un plan de la place Graslin concurrent à celui de Mathurin Crucy. 
Surnommé « le Romain », François-Léonard Seheult est durant trois ans (de 1786 à 1790) inscrit à l'Académie royale d'architecture à Paris, où il est l’un des élèves préférés d'Antoine-François Peyre, architecte du roi, et travaille sous les ordres d'Alexandre-Théodore Brongniart. Il ramène d'un voyage d'étude en Italie entre 1791 et 1793 des dessins de maison de ville ou de campagne, de fragments d’architecture et des aménagements de jardins, rassemblés dans « Recueil d’architecture ». Il devient architecte à Nantes. Il réalise principalement les hôtels Prâles en 1797, de la Brosse en 1816, et Seheult en 1824, ainsi que diverses demeures dans le Pays nantais. 
Il est maire de Haute-Goulaine de 1826 à 1830, commune où il s'est fait construire la Villa des Montis.
Il meurt en 1840 à Nantes.
Il épouse Victoire-Rose Beaubigny, puis Adélaïde Dugast-Desbergeries (veuve d'André Joseph Gouté).

## Réalisations

### Principales réalisations
Le domaine du Bellay à Allonnes (Maine-et-Loire) est une maison néo-classique construite entre 1807 et 1809 pour la famille du Bellay. Elle vient en remplacement d'un ancien château, et a connu en 1890 des travaux d'agrandissement. Sur le bâtiment tel qu'il apparaît au XXIe siècle, François-Léonard Seheult a construit les façades et toitures. L'inscription aux monuments historiques a été faite par arrêté du 8 novembre 1995.
L'hôtel Scheult a été classé au titre des monuments historiques par arrêté du 12 mai 1976. Le bâtiment, construit en 1824, est baptisé hôtel des Cariatides. Seheult a fait graver dans des niches des inscriptions qui témoignent de ses influences : Raphaël, Antonio Canova, des noms de maîtres de la peinture et de la sculpture grecques, et ceux d'artistes français des XVIIe et XVIIIe siècles. Cet emprunt à l'Antiquité est réalisé en utilisant la technique du « collage » utilisée par Piranèse, et constitue le fruit de son voyage d'étude en Italie.
Le Villa des Montis à Haute-Goulaine, ouvrage néo-classique à base de tuffeau, est conçu en 1813 pour l'usage personnel de François-Léonard Seheult, qui a également aménagé le parc.
Seheult a également mené en 1820 la modernisation de la villa de la Bastière à Vertou, et l'église Notre-Dame de Liré.

### Autres réalisations
- Villa des Montis, à Haute-Goulaine (1810)
- Manoir de la Dixmerie, à Le Loroux-Bottereau (1796)
- Villa de la Chantrerie, à Nantes (1825)
- Villa de la Bastière, à Vertou
- Gentilhommière de la Meslerie, à Saint-Julien-de-Concelles (1820)
- Château fort Saint-Michel, à Allonnes (1807-1809)
- Château de la Bourgonnière, à Bouzillé (1810-1820)
- Hôtel Jacobsen, à Noirmoutier-en-l'Île
- Hôtel Prâles, à Nantes (1797)
- Hôtel de La Brosse, rue La Fayette (1816)
- Hôtel Chardonneau, rue du Calvaire, à Nantes (1827)

## Publications
- François-Léonard Seheult, Les Petites maisons d'Italie : recueil d'architecture dessiné et mesuré en Italie dans les années 1791 à 1793, Paris, Vincent Fréal, 1936 (1re éd. 1821)
- François-Léonard Schuelt, Recueil de divers motifs d'architecture : ce recueil dessiné et mesuré en Italie dans les années MDCCXCI, XCII, XCIII par F. L. Schuelt, architecte à Nantes, contiendra les maisons de villes et rurales, plans, basiliques... etc, etc., Nantes, Victor Mangin (1re éd. 1821)